# Adapsilia rufosetosa
Adapsilia rufosetosa är en tvåvingeart som beskrevs av Chen 1947. Adapsilia rufosetosa ingår i släktet Adapsilia och familjen Pyrgotidae. Inga underarter finns listade i Catalogue of Life.